# Parnassos

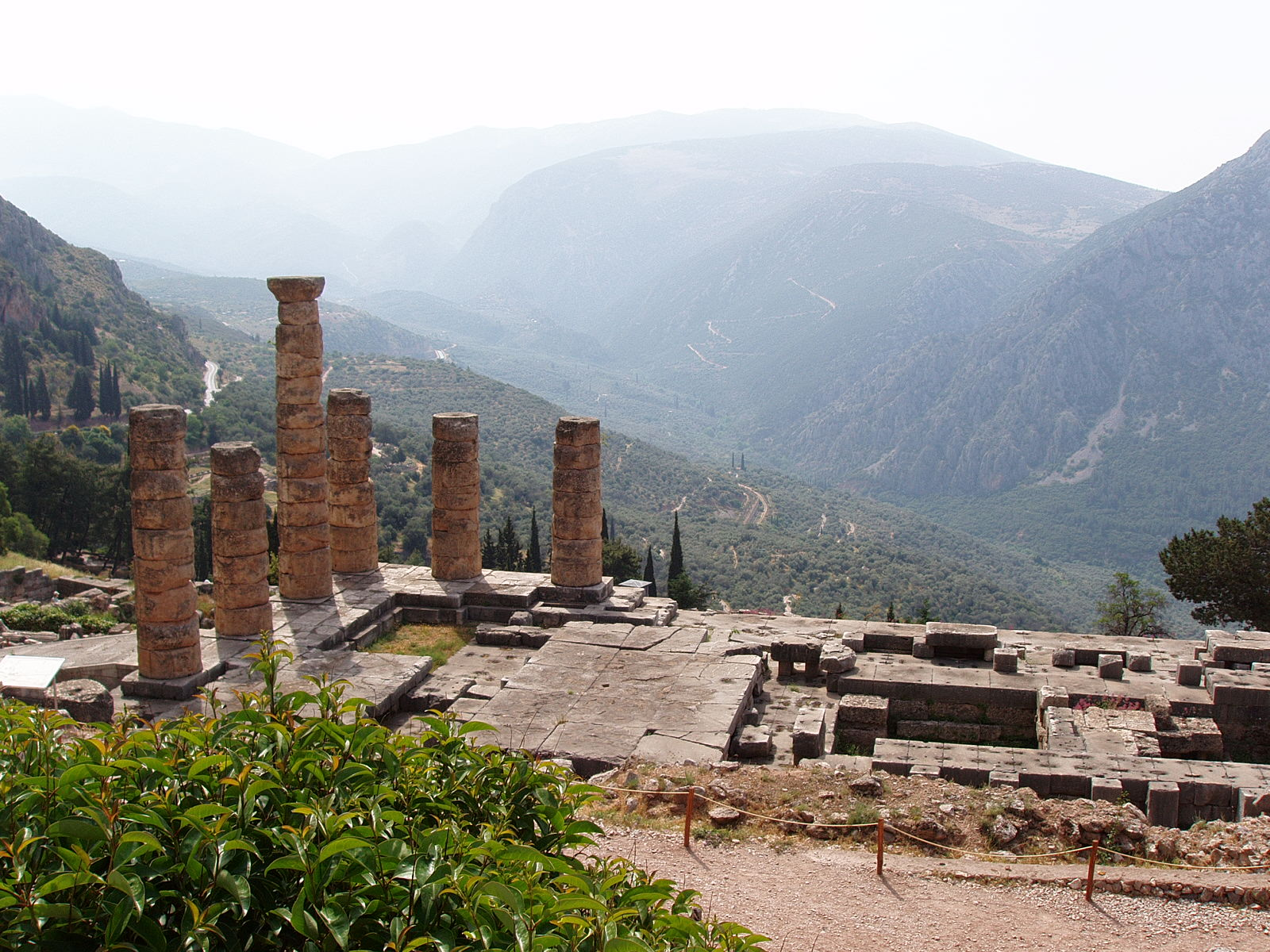
Apollotemplets ruiner på Parnassos sluttning.

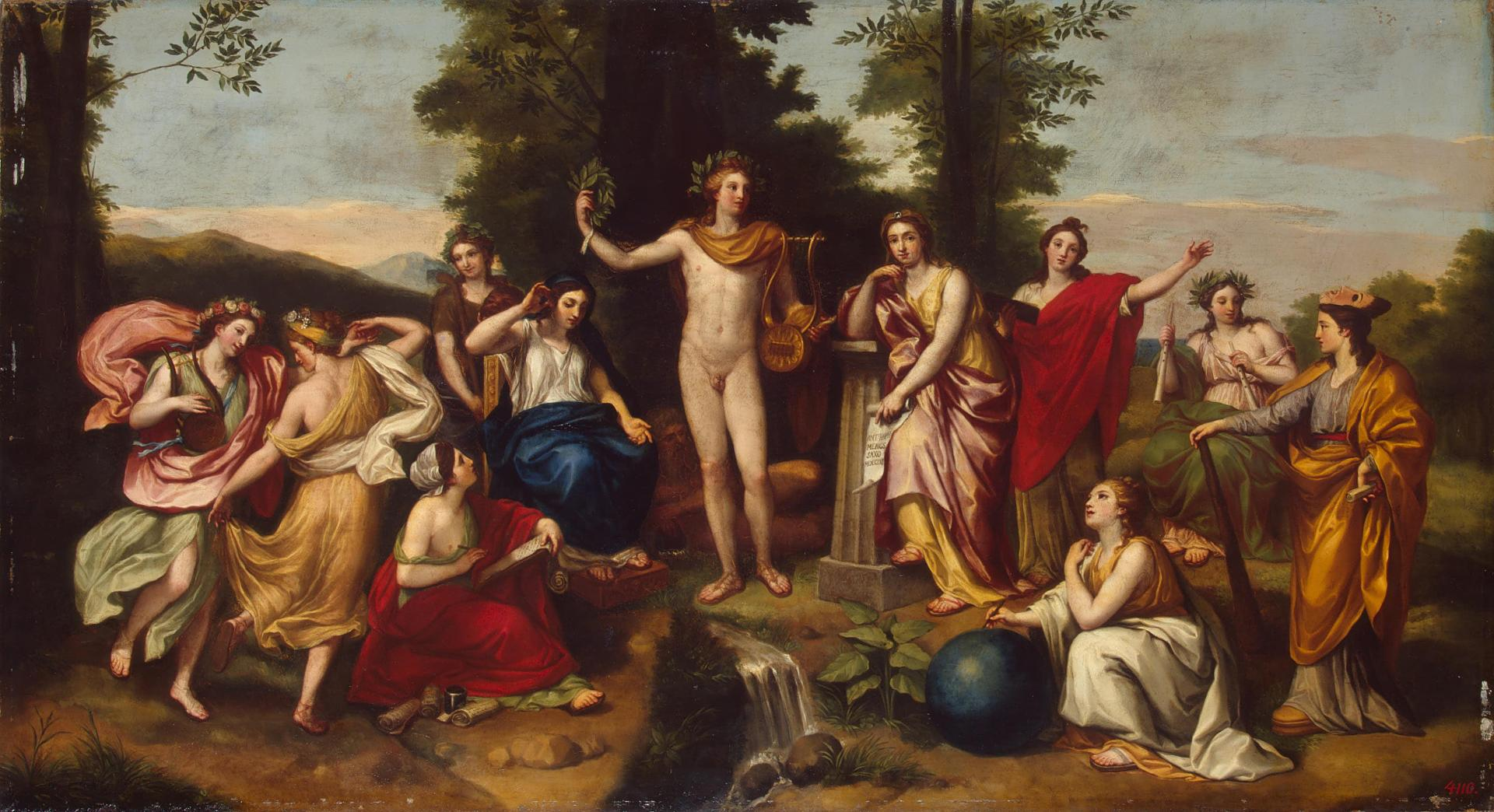
Parnassus, fresk av Anton Raphael Mengs.

Parnassos (på grekiska: Παρνασσός, Parnassos; latin: Parnassus) är ett bergsmassiv i Pindosbergen i mellersta Grekland, några kilometer öster om Delfi. Liakoura, Parnassos högsta bergstopp, är 2 457 meter hög, och dess andra topp, Gerontovrahos, är 2 435 meter. I dag är Parnassos beläget i en nationalpark med en av Greklands mest välbevarade skogar. 
Enligt grekisk mytologi var Parnassos två toppar helgade åt Apollon respektive Dionysos, och dess grotta Korikio Andro ska också vara musernas hem. Härav kommer begreppet parnass som benämning på vitterhet, dess framstående (eller berömda) utövare (författare, konstnärer, vetenskapsmän och dylika) eller dessas verksamhetsplatser.
Stadsdelen Montparnasse i Paris är uppkallat efter Parnassos.